# Octomeria truncicola
Octomeria truncicola là một loài lan đặc hữu của Brasil (Rio de Janeiro).

## Hình ảnh

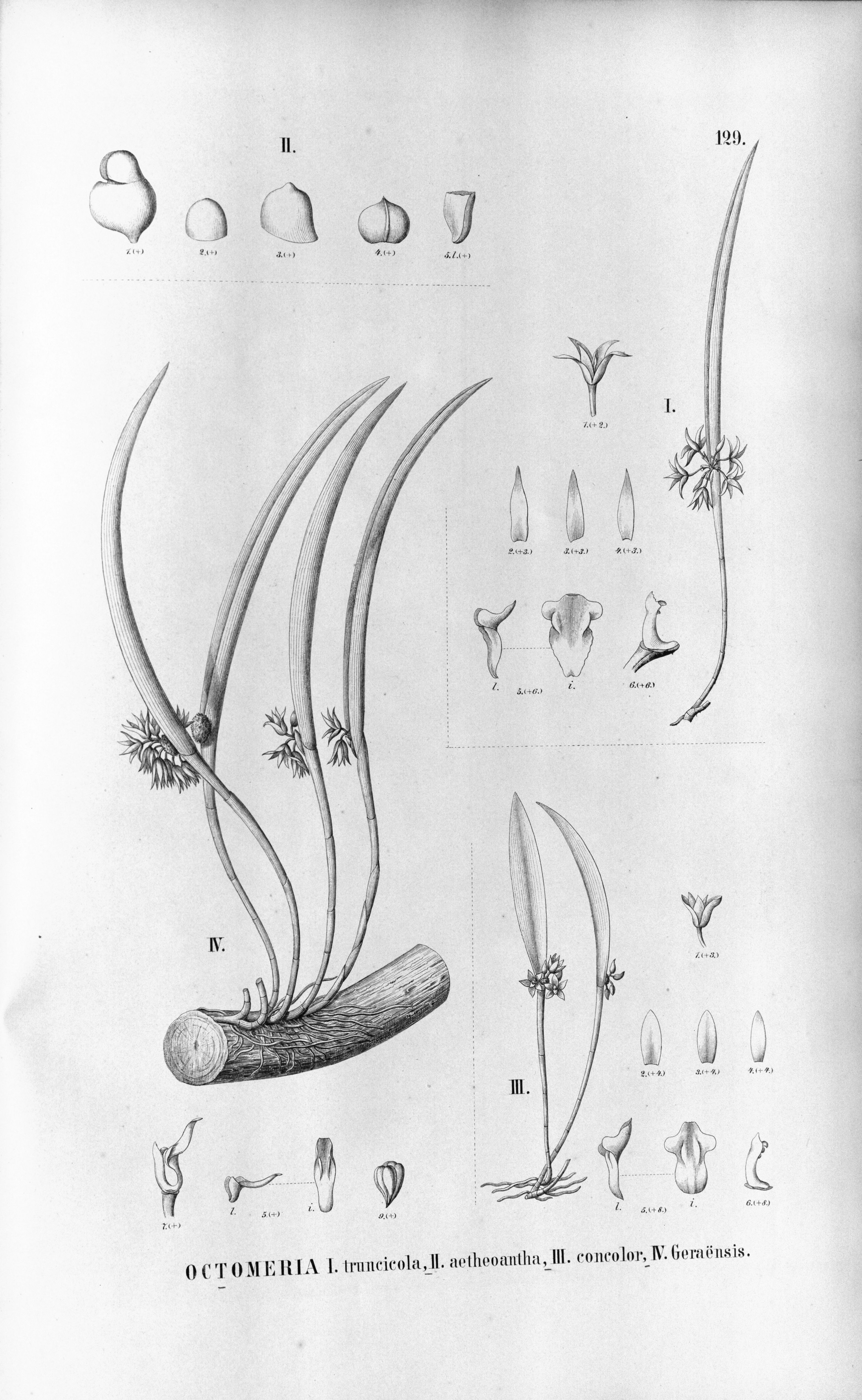